# Sanguinicola idahoensis
Sanguinicola idahoensis är en plattmaskart. Sanguinicola idahoensis ingår i släktet Sanguinicola och familjen Sanguinicolidae. Inga underarter finns listade i Catalogue of Life.